# Kraft zu Hohenlohe-Ingelfingen

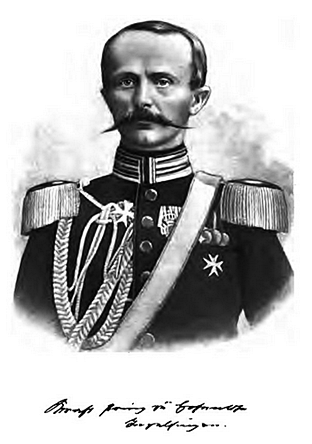
Prinz Kraft zu Hohenlohe-Ingelfingen

Kraft Karl August Eduard Friedrich Prinz zu Hohenlohe-Ingelfingen (* 2. Januar 1827 in Koschentin; † 16. Januar 1892 in Dresden) war ein preußischer General der Artillerie und Militärschriftsteller.

## Leben

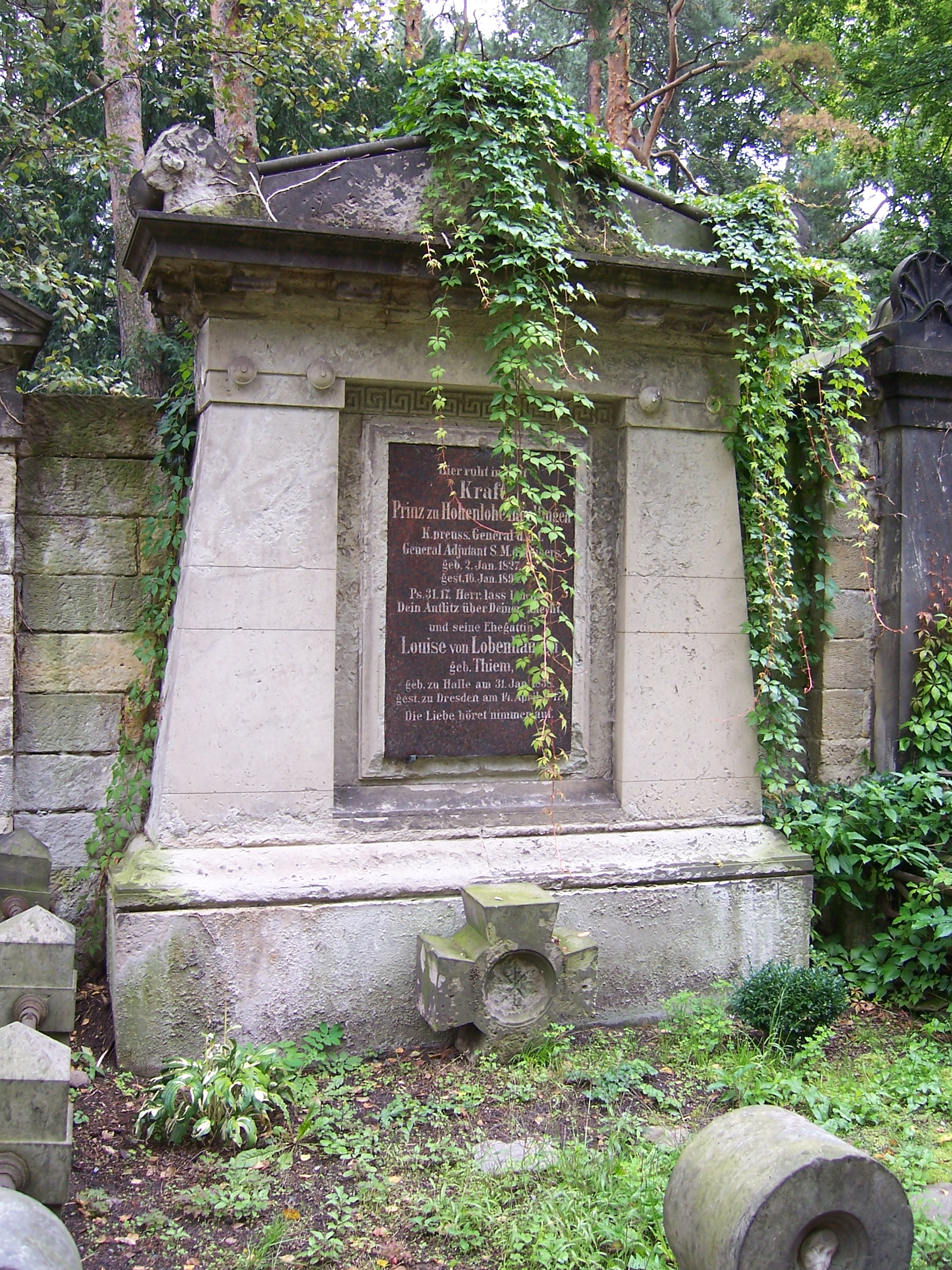
Grab von Kraft Prinz zu Hohenlohe-Ingelfingen auf dem Johannisfriedhof in Dresden

### Herkunft
Kraft entstammte dem hochadeligen Haus Hohenlohe-Ingelfingen. Seine Eltern waren der preußische Ministerpräsident Prinz Adolf zu Hohenlohe-Ingelfingen (1797–1873) und Luise zu Hohenlohe-Langenburg (1799–1881). Carl zu Hohenlohe-Ingelfingen (1820–1890) und Friedrich Wilhelm zu Hohenlohe-Ingelfingen (1826–1895) waren seine Brüder, Alfred zu Erbach-Fürstenau (1813–1874) war sein Schwager.

### Werdegang
Er trat am 24. April 1845 als Sekondeleutnant in die Garde-Artilleriebrigade der Preußischen Armee ein und absolvierte zwischen 1845 und 1846 die Vereinigte Artillerie- und Ingenieurschule. Am 18. März 1848 nahm er im Zuge der Märzrevolution an der Niederschlagung der Straßenkämpfen in Berlin teil. 1849 wurde er zur Artillerieprüfungskommission kommandiert. Zwischen 1850 und 1853 besuchte er dann die Allgemeine Kriegsschule und wurde im Juni 1854 als Premierleutnant Militärattaché in Wien. Dort erstellt er Berichte über die österreichische Armee, wofür er später zum Hauptmann im Generalstab befördert wird. Außerdem war er von 1856 bis zu dessen Tod Flügeladjutant bei König Friedrich Wilhelm IV.
Im Jahr 1858 zum Major befördert, trat er in das Gefolge von Wilhelm I. ein und erlebte Anfang 1864 als Oberstleutnant den Anfang des Deutsch-Dänischen Krieges in Friedrich von Wrangels Hauptquartier mit. Am 16. Juni 1864 endet Hohenlohes Tätigkeit als Flügeladjutant, die er auch unter Wilhelm I. fortgesetzt hatte, da er zum Kommandeur des Garde-Feld-Artillerie-Regiments ernannt wurde. 1865 wurde er zum Oberst befördert und kam gleichzeitig in das General-Artillerie-Comitee. Im Deutschen Krieg 1866 wurde er als Kommandeur der Reserveartillerie des Gardekorps eingesetzt und hatte wesentlichen Anteil an den Kämpfen bei Königinhof und Königgrätz, wo er die Höhen von Chlum besetzte, aber auch verwundet wurde.
Am 22. März 1868 erfolgte die Beförderung zum Generalmajor und außerdem die Ernennung zum Kommandeur der Garde-Artillerie-Brigade. Gleichzeitig wird er Mitglied der Artillerieprüfungskommission. Den Deutsch-Französischen Krieg machte der Prinz als Kommandeur der Artillerie des Gardekorps mit und war an allen Schlachten und Gefechten dieses Korps beteiligt. Besonders in den Schlachten von Saint Privat und Sedan konnte er Einfluss auf das Geschehen nehmen und wurde am 23. Dezember 1870 vor Paris zum Kommandeur der gesamten Belagerungsartillerie ernannt. Für seine Leistungen erhielt er am 18. Februar 1871 den Orden Pour le Mérite.
Nach der Rückkehr wurde er am 21. September 1871 zum Inspekteur der 2. Artillerie-Inspektion ernannt. 1872 wurde dann Generalleutnant Theophil von Podbielski Generalinspekteur der Artillerie und setzte die Trennung in Feld- und Festungs- bzw. Fußartillerie durch. Hohenlohe hatte sich als Mitglied des General-Artilleriekomitees gegen diese Anordnung ausgesprochen.
Am 23. Januar 1873 wurde Hohenlohe Kommandeur der 12. Division in Neiße und am 22. März des Jahres zum Generalleutnant befördert. 1875 wurde er schließlich Generaladjutant. 1879 wurde Hohenlohe vom Vorsitz des General-Artilleriekomitees abberufen und am 28. November 1879 zur Disposition gestellt. Er verlegte nun seinen Wohnsitz nach Dresden.
Im März 1883 erhielt er den Charakter als General der Infanterie und wurde fünf Jahre später Generaladjutant bei Kaiser Friedrich III. Kaiser Wilhelm II. verlieh 1889 Hohenlohe den Diensttitel als General der Artillerie.
Friedenszeiten und seine Pensionszeit in Dresden nutze Hohenlohe zur Niederschrift seiner Aufzeichnungen. Seine Kriegserfahrungen verwertete er für die Ausbildung seines Regiments und ebenfalls für die Artillerie der gesamten Armee durch gedruckte Vorträge und durch Bearbeitung von Dienstvorschriften und Gutachten.

### Familie
Im Jahre 1880 ging Hohenlohe eine Morganatische Ehe mit Luise Thiem ein, der Tochter eines Gendarmeriewachtmeisters, die durch Diplom vom 19. September 1880 als „Frau von Lobenhausen“ in den preußischen Adelsstand erhoben wurde. beigegeben wurde. Die Ehe blieb kinderlos, allerdings hatten die Eheleute eine Adoptivtochter.

## Schriften
- Das gezogene Geschütz: zur ausschließlichen Mittheilung an Officiere der Preußischen Artillerie als Manuscript gedruckt; Erster Theil: Das Geschütz an sich, Königliche geheime Oberhofdruckerei Berlin 1860
- Erinnerungen des Garde-Feld Artillerie-Regiments an den Feldzug des Jahres 1866, 1866
- Ideen über die Verwendung der Feld-Artillerie in Verbindung mit den anderen Waffen, nach der Einführung gezogener Gewehre und Geschütze: Vortrag, gehalten in der militärischen Gesellschaft zu Berlin am 18. März 1861, 1869
- Ideen über Belagerungen: ein Vortrag, gehalten in der militärischen Gesellschaft zu Berlin den 15. März 1872, Voss Verlag Berlin 1872
- Betrachtungen über das Manöver der 12. Division am 10. September 1873: Vortrag, gehalten in der militärischen Gesellschaft zu Neisse am 9. März 1874, 1874
- Militärische Briefe. Mittler, Berlin 1884–1885;
  - Band 1: Ueber Kavallerie. 1884, (Digitalisat);
  - Band 2: Ueber Infanterie. 1884;
  - Band 3: Ueber Feld-Artillerie. 1885.
- Bref i militara ämmen, gemeinsam mit Gustaf Magnus Björnstjerna, Stockholm 1886
- Strategische Briefe; Band 1, Mittler Verlag Berlin 1887
- Strategische Briefe; Band 2, Mittler Verlag Berlin 1887
- Artillerist Ofvers af A. F. von Matern, Kap, Stockholm 1887
- Infanteriet: Ofvers af T. J. Petrelii, Militärlitter Foreninsensförl Stockholm 1887
- Gespräche über Reiterei. Mittler, Berlin 1887.
- Ideen über Befestigungen. Mittler, Berlin 1888.
- Die Feld-Artillerie in ihrer Unterstellung unter die General-Kommandos. Betrachtungen, vornehmlich den Kameraden der anderen Waffen gewidmet. Mittler, Berlin 1889.
- Aus meinem Leben. 1848–1871. 4 Bände. Mittler, 1897–1907 (postum).[3]
  - Band 1: Vom Revolutionsjahr 1848 bis zum Ende des Kommandos in Wien 1856. Nebst einer Lebensskizze. 1897, (Digitalisat);
  - Band 2: Flügeladjutant unter Friedrich Wilhelm IV. und König Wilhelm I. 1856–1863. 1905, (Digitalisat (4. Auflage im Jahr der Erstauflage));
  - Band 3: Die Kriege 1864 und 1866. Friedenszeit bis 1870. 1906, (Digitalisat (7. Auflage im Jahr der Erstauflage));
  - Band 4: Der Krieg 1870/71. Reise nach Rußland. 1907, (Digitalisat (4. Auflage im Jahr der Erstauflage)).
- Sedan 1870, postum erschienen 1937.